# Петроая-Вале
Петроая-Вале (рум. Pătroaia-Vale) — село у повіті Димбовіца в Румунії. Входить до складу комуни Крингуріле.
Село розташоване на відстані 75 км на північний захід від Бухареста, 28 км на південний захід від Тирговіште, 120 км на схід від Крайови, 107 км на південь від Брашова.

## Населення
За даними перепису населення 2002 року у селі проживали 853 особи. Усі жителі села рідною мовою назвали румунську.
Національний склад населення села:
| Національність | Кількість осіб | Відсоток |
| -------------- | -------------- | -------- |
| румуни         | 771            | 90,4%    |
| цигани         | 82             | 9,6%     |